# Верхняя Солянка
Ве́рхняя Соля́нка — река в России, протекает в Саратовской области.

## География и гидрология
Устье реки находится в 20 км от устья реки Солянка по левому берегу. Длина реки — 18 км. Площадь водосборного бассейна — 168 км².

## Данные водного реестра
По данным государственного водного реестра России относится к Нижневолжскому бассейновому округу, водохозяйственный участок реки — Большой Иргиз от истока до Сулакского гидроузла. Речной бассейн реки — Волга от верхнего Куйбышевского водохранилища до впадения в Каспий.
Код объекта в государственном водном реестре — 11010001612112100009957.